# اسماعیل‌آباد (بخش مرکزی مرودشت)
اسماعیل‌آباد یک روستا در ایران است که در بخش مرکزی شهرستان مرودشت در استان فارس واقع شده‌است. اسماعیل آباد ۱۱۵۰ نفر جمعیت دارد.